# 9863 Reichardt
9863 Reichardt è un asteroide della fascia principale. Scoperto nel 1991, presenta un'orbita caratterizzata da un semiasse maggiore pari a 2,2388609 UA e da un'eccentricità di 0,1176218, inclinata di 3,35151° rispetto all'eclittica.